# Serjania tripleuria
Serjania tripleuria är en kinesträdsväxtart som beskrevs av M.S. Ferrucci. Serjania tripleuria ingår i släktet Serjania och familjen kinesträdsväxter. Inga underarter finns listade i Catalogue of Life.